# Tối huệ quốc
Tối huệ quốc (Most Favoured Nation, viết tắt là MFN) là một trong những quy chế pháp lý quan trọng trong thương mại quốc tế hiện đại. Quy chế này được coi là một trong những nguyên tắc nền tảng của hệ thống thương mại đa phương của Tổ chức Thương mại Thế giới (WTO).

## Thuật ngữ
Thuật ngữ "đãi ngộ Tối huệ quốc" được ra đời vào cuối thế kỷ 19 trong thực tiễn thương mại của Hoa Kỳ. Vào thời điểm đó, Mỹ đã đưa ra chế độ Tối huệ quốc trong các hiệp định song phương như cơ sở để xúc tiến thương mại với một số đối tác châu Âu có quan hệ thương mại mật thiết với mình (ví dụ: Pháp, Hà Lan). Đãi ngộ Tối huệ quốc vào thời điểm ra đời chỉ mang ý nghĩa của chế độ thương mại thuận lợi nhất mà quốc gia sở tại có thể dành cho hàng hoá nhập khẩu đối tác thương mại của mình. Quy chế này mang tính chất có đi có lại. Nói cách khác đó là "chế độ đối xử bình đẳng giữa những thực thể được ưu đãi". Tuy nhiên, trong bối cảnh thương mại hiện đại, quy chế Tối huệ quốc mang ý nghĩa chuẩn mực của sự đối xử ưu đãi mà một quốc gia phải dành cho các đối tác thương mại của mình.

## Nội dung
Chế độ tối huệ quốc đòi hỏi một quốc gia phải bảo đảm dành cho tất cả các quốc gia đối tác một chế độ ưu đãi thương mại thuận lợi như nhau. Cụ thể là trong các điều ước quốc tế về thương mại cũng như luật thương mại quốc gia, đãi ngộ tối huệ quốc thường được thể hiện dưới dạng quy định cho các sản phẩm hàng hoá dịch vụ có xuất xứ từ một quốc gia đối tác được hưởng chế độ thương mại "không kém ưu đãi hơn chế độ ưu đãi nhất" mà quốc gia sở tại dành cho các những sản phẩm hàng hoá dịch vụ tương tự của bất kỳ quốc gia nào khác. Chế độ đối huệ quốc về bản chất không phải là việc ưu đãi của một quốc gia chủ nhà với từng quốc gia được hưởng chế độ này mà nó chỉ về sự ưu đãi tương tự, giống nhau giữa các quốc gia trong mối liên hệ với quốc gia chủ nhà.

## Ý nghĩa
Với sự tồn tại của chế độ đãi ngộ tối huệ quốc, các quốc gia sẽ được bảo đảm rằng quốc gia đối tác thương mại của mình sẽ không dành cho quốc gia khác chế độ thương mại ưu đãi hơn, qua đó triệt tiêu lợi thế cạnh tranh tự nhiên của họ đối với sản phẩm hàng hoá dịch vụ cụ thể trong cạnh tranh với các quốc gia liên quan đó. Ngoài ra, Tối Huệ Quốc còn là một trong 7 nguyên tắc cơ bản (Việt Nam công nhận 7 nguyên tắc tuy nhiên một số nước công nhận 9, v.v...) của luật quốc tế hiện đại. Do vậy, nguyên tắc này không chỉ được áp dụng trong lĩnh vực thương mại mà còn trong một số lĩnh vực khác.